# Амфібореальність
Амфібореа́льність — тип ареалу океанічних видів або родів рослин та тварин, що трапляються в холодному та помірному поясах Атлантичного та Тихого океанів, але відсутні в морях Північного Льодовитого океану.
Прикладом риби з таким типом ареалу є палтус чорний (Reinhardtius hippoglossoides).